# Diaphus mollis
Diaphus mollis är en fiskart som beskrevs av Tåning 1928. Diaphus mollis ingår i släktet Diaphus och familjen prickfiskar. Inga underarter finns listade i Catalogue of Life.